# Yacoub Sidi Ethmane
Yacoub Sidi Ethmane (ur. 10 grudnia 1995 w Nawakszucie) – mauretański piłkarz grający na pozycji defensywnego pomocnika. Od 2020 jest zawodnikiem klubu AS Vita Club.

## Kariera klubowa
W latach 2018–2020 Sidi Ethmane grał w klubie FC Nouadhibou. W sezonach 2018/2019 i 2019/2020 wywalczył z nim dwa wicemistrzostwa Mauretanii. W 2020 przeszedł do kongijskiego AS Vita Club.

## Kariera reprezentacyjna
W reprezentacji Mauretanii Sidi Ethmane zadebiutował 21 września 2019 w zremsowanym 0:0 meczu Mistrzostw Narodów Afryki 2020 z Mali, rozegranym w Nawakszucie. W 2022 został powołany do kadry na Puchar Narodów Afryki 2021. Na tym turnieju rozegrał dwa mecze grupowe: z Tunezją (0:4) i z Mali (0:1).